# Linthal (Haut-Rhin)
Pour les articles homonymes, voir Linthal.
Linthal [lintal] est une commune française située dans la circonscription administrative du Haut-Rhin et, depuis le 1er janvier 2021, dans le territoire de la Collectivité européenne d'Alsace, en région Grand Est.
Cette commune se trouve dans la région historique et culturelle d'Alsace.

## Géographie

### Localisation
Le village est dispersé dans un vallon, au bord de la rivière de la Lauch jusque sur les hauteurs du Petit Ballon, sur un ruisseau qui descend du Hilsenfirst. Les habitants sont baptisés les Linthalois.
La commune est à 2,6 km de Lautenhachzell, 3,2 de Lautenbach, 5,9 de Buhl et 9,5 de Guebwiller.
C'est une des 201 communes réparties sur quatre départements : les Vosges, le Haut-Rhin, le Territoire de Belfort et la Haute-Saône du parc naturel régional des Ballons des Vosges.

### Géologie et relief
- Le col du Hilsenfirst et la chaîne des Vosges près du Hohneck[3].
- Sorbier des oiseleurs, col du Hilsenfirst[4].

Hydrogéologie et climatologie : Système d’information pour la gestion de l’Aquifère rhénan, par le BRGM :
Territoire communal : Occupation du sol (Corinne Land Cover); Cours d'eau (BD Carthage),
Géologie : Carte géologique; Coupes géologiques et techniques,
 Hydrogéologie : Masses d'eau souterraine; BD Lisa; Cartes piézométriques.

### Sismicité
Commune située dans une zone 3 de sismicité modérée.
| Sondernach | Luttenbach-près-Munster | Wasserbourg |
| Oderen     | Linthal                 | Lautenbach  |
| Fellering  | Lautenbach-Zell         |             |

### Toponymie
Première mention du village à partir du XIIe siècle.
- Lindtal, 1154
- Linttalweg 1543
- Leintal, 1576
- Lintel, 1724
- Linthall, 1775

### Écarts et lieux-dits
- Hilsen
- Obersengern
- Remspach
- Rimbuhl
- Hoefen
- Lintelkopf
- Linzermatt
- Schnapsacker
- Lac de la Lauch
- Durbahl

### Lacs
- Lac de la Lauch (942 mètres d'altitude)[6].

### Hydrographie

#### Réseau hydrographique
La commune est dans le bassin versant du Rhin au sein du bassin Rhin-Meuse. Elle est drainée par la Lauch, le ruisseau de Linthal, le ruisseau Grosse Sulzbach, le ruisseau Hoellrunz et le Klinzrunz,,.
La Lauch, d'une longueur de 47 km, prend sa source dans la commune  et se jette  dans l'Ill à Horbourg-Wihr, après avoir traversé 18 communes. Les caractéristiques hydrologiques de la Lauch sont données par la station hydrologique située sur la commune de Lautenbachzell. Le débit moyen mensuel est de 0,86 m3/s. Le débit moyen journalier maximum est de 14,3 m3/s, atteint lors de la crue du 14 novembre 2023. Le débit instantané maximal est quant à lui de 17 m3/s, atteint le même jour.

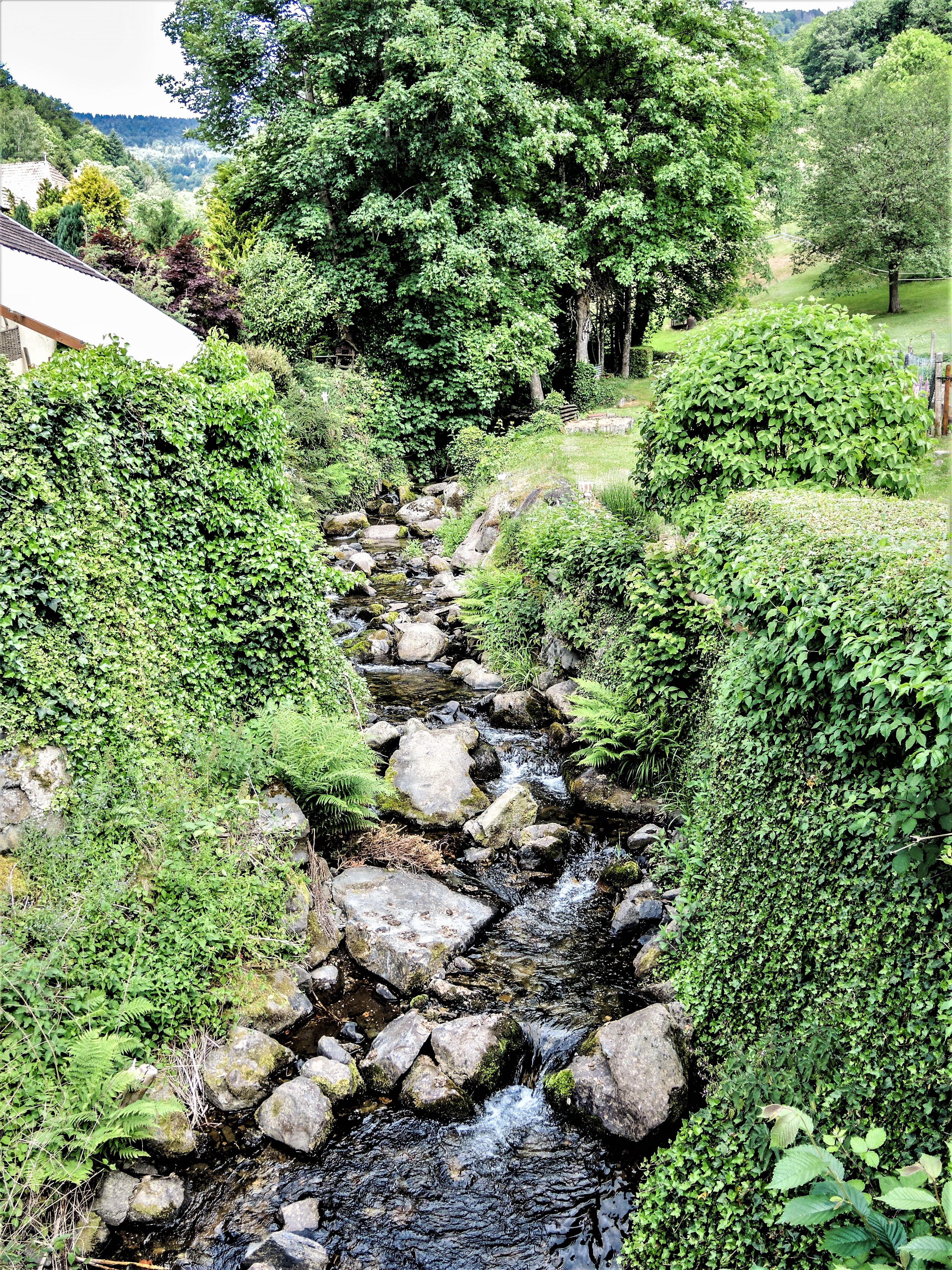
Ruisseau le Linthalbach, dans le village.
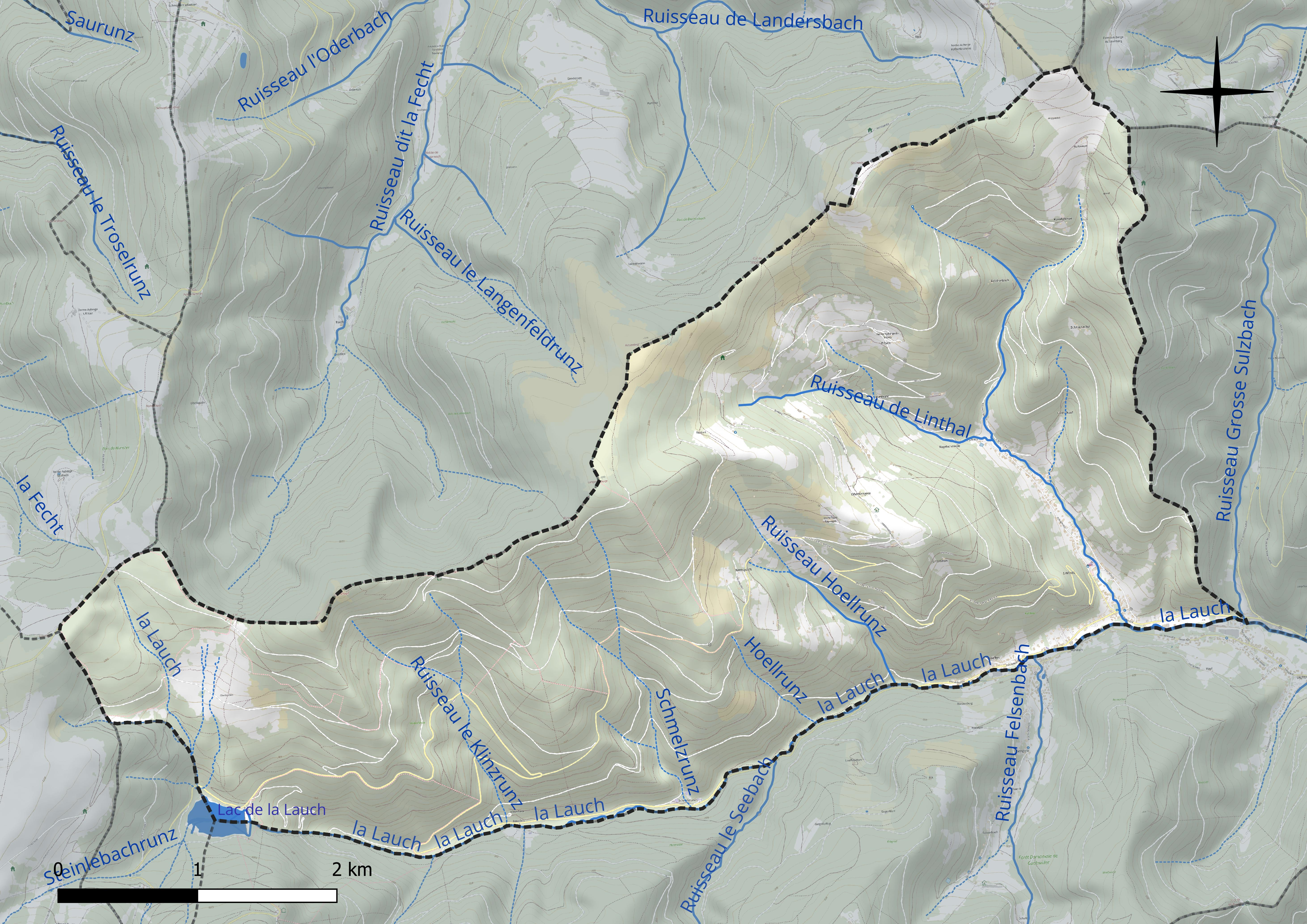
Réseau hydrographique de Linthal.

Un plan d'eau complète le réseau hydrographique : le lac de la Lauch, d'une superficie totale de 8,1 ha (2,7 ha sur la commune),.

#### Gestion et qualité des eaux
Le territoire communal est couvert par le schéma d'aménagement et de gestion des eaux (SAGE) « Lauch ». Ce document de planification concerne les bassins versants de la Lauch, de l’Ohmbach et du Rimbach, dont le territoire s'étend sur 358 km2. Le périmètre a été arrêté le 7 mars 2013 et le SAGE proprement dit a été approuvé le 15 janvier 2020. La structure porteuse de l'élaboration et de la mise en œuvre est le syndicat mixte « Rivières de Haute-Alsace ».
La qualité des cours d’eau peut être consultée sur un site dédié géré par les agences de l’eau et l’Agence française pour la biodiversité.

### Climat
Pour des articles plus généraux, voir Climat du Grand Est et Climat du Haut-Rhin.
En 2010, le climat de la commune est de type climat de montagne, selon une étude du Centre national de la recherche scientifique s'appuyant sur une série de données couvrant la période 1971-2000. En 2020, Météo-France publie une typologie des climats de la France métropolitaine dans laquelle la commune est exposée à un climat semi-continental et est dans la région climatique  Vosges, caractérisée par une pluviométrie très élevée (1 500 à 2 000 mm/an) en toutes saisons et un hiver rude (moins de 1 °C).
Pour la période 1971-2000, la température annuelle moyenne est de 8,8 °C, avec une amplitude thermique annuelle de 16,5 °C. Le cumul annuel moyen de précipitations est de 1 551 mm, avec 13 jours de précipitations en janvier et 10,1 jours en juillet. Pour la période 1991-2020, la température moyenne annuelle observée sur la station météorologique installée sur la commune est de 10,0 °C et le cumul annuel moyen de précipitations est de 1 320,6 mm. 
La température maximale relevée sur cette station est de 36,2 °C, atteinte le 5 juillet 2015 ; la température minimale est de −17,4 °C, atteinte le 20 décembre 2009,,.
| Mois                                  | jan.           | fév.           | mars          | avril         | mai           | juin          | jui.          | août          | sep.          | oct.          | nov.          | déc.           | année      |
| ------------------------------------- | -------------- | -------------- | ------------- | ------------- | ------------- | ------------- | ------------- | ------------- | ------------- | ------------- | ------------- | -------------- | ---------- |
| Température minimale moyenne (°C)     | −1,1           | −1,1           | 1,3           | 4,6           | 7,8           | 11,4          | 13,2          | 13            | 9,8           | 6,3           | 2,8           | −0,1           | 5,7        |
| Température moyenne (°C)              | 1,4            | 2              | 5,8           | 10,1          | 13,3          | 17            | 18,9          | 18,7          | 14,8          | 9,9           | 5,6           | 2,6            | 10         |
| Température maximale moyenne (°C)     | 3,9            | 5              | 10,3          | 15,6          | 18,7          | 22,7          | 24,7          | 24,4          | 19,8          | 13,6          | 8,3           | 5,2            | 14,4       |
| Record de froid (°C) date du record   | −12,8 24.01.17 | −15,5 05.02.12 | −9,4 08.03.10 | −4,1 04.04.22 | −0,6 06.05.19 | 4,9 05.06.09  | 6,5 03.07.11  | 5,6 26.08.18  | 2,4 26.09.18  | −3,5 29.10.12 | −7,8 30.11.10 | −17,4 20.12.09 | −17,4 2009 |
| Record de chaleur (°C) date du record | 15,7 01.01.23  | 18,3 24.02.21  | 23,5 31.03.21 | 27,6 28.04.12 | 31,1 25.05.09 | 34,4 19.06.22 | 36,2 05.07.15 | 35,2 04.08.22 | 30,1 01.09.09 | 26 07.10.09   | 20,3 02.11.20 | 16,8 31.12.22  | 36,2 2015  |
| Précipitations (mm)                   | 147,6          | 118,1          | 112,4         | 80,2          | 105,8         | 88,4          | 89,8          | 88,1          | 84,8          | 119,4         | 119,3         | 166,7          | 1 320,6    |

| Diagramme climatique                                  |            |              |             |              |              |              |            |             |              |             |              |
| J                                                     | F          | M            | A           | M            | J            | J            | A          | S           | O            | N           | D            |
| 3,9−1,1147,6                                          | 5−1,1118,1 | 10,31,3112,4 | 15,64,680,2 | 18,77,8105,8 | 22,711,488,4 | 24,713,289,8 | 24,41388,1 | 19,89,884,8 | 13,66,3119,4 | 8,32,8119,3 | 5,2−0,1166,7 |
| Moyennes : • Temp. maxi et mini °C • Précipitation mm |            |              |             |              |              |              |            |             |              |             |              |

Les paramètres climatiques de la commune ont été estimés pour le milieu du siècle (2041-2070) selon différents scénarios d'émission de gaz à effet de serre à partir des nouvelles projections climatiques de référence DRIAS-2020. Ils sont consultables sur un site dédié publié par Météo-France en novembre 2022.

## Urbanisme

### Typologie
Au 1er janvier 2024, Linthal est catégorisée commune rurale à habitat dispersé, selon la nouvelle grille communale de densité à sept niveaux définie par l'Insee en 2022.
Elle appartient à l'unité urbaine de Guebwiller, une agglomération intra-départementale regroupant huit  communes, dont elle est une commune de la banlieue,,. La commune est en outre hors attraction des villes,.

### Occupation des sols
L'occupation des sols de la commune, telle qu'elle ressort de la base de données européenne d’occupation biophysique des sols Corine Land Cover (CLC), est marquée par l'importance des forêts et milieux semi-naturels (88,5 % en 2018), une proportion identique à celle de 1990 (88,5 %). La répartition détaillée en 2018 est la suivante : 
forêts (72 %), milieux à végétation arbustive et/ou herbacée (16,4 %), prairies (7,4 %), zones agricoles hétérogènes (2,4 %), zones urbanisées (1,7 %). L'évolution de l’occupation des sols de la commune et de ses infrastructures peut être observée sur les différentes représentations cartographiques du territoire : la carte de Cassini (XVIIIe siècle), la carte d'état-major (1820-1866) et les cartes ou photos aériennes de l'IGN pour la période actuelle (1950 à aujourd'hui).

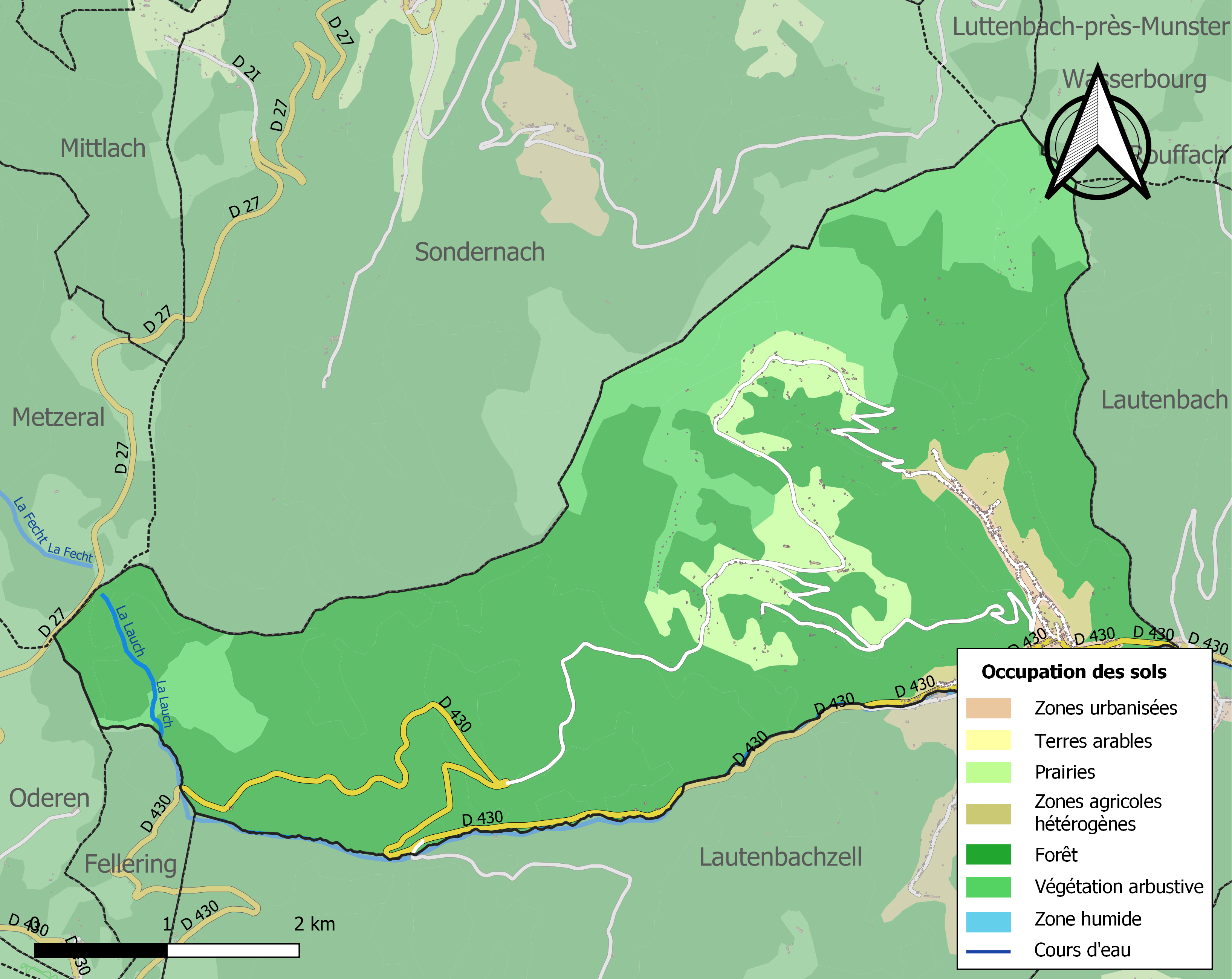
Carte des infrastructures et de l'occupation des sols de la commune en 2018 (CLC).

### Voies de communications et transports

#### Voies routières
La D 430 permet d'atteindre le lac de la Lauch, le lac du Ballon, le Markstein et une autre route à la sortie gauche, au nord du village, le Boenlesgrab où se trouve une ferme auberge.
A35 à Réguisheim, échangeur n°9 Niederentzen et n°8 Niederhergheim.

#### Transports en commun
- Transports en Alsace.
- Fluo Grand Est.

Transport collectif : Une liaison par bus est assurée à destination de Mulhouse avec 2 allers-retours quotidiens et à destination de Guebwiller avec 6 allers-retours quotidiens.

##### SNCF

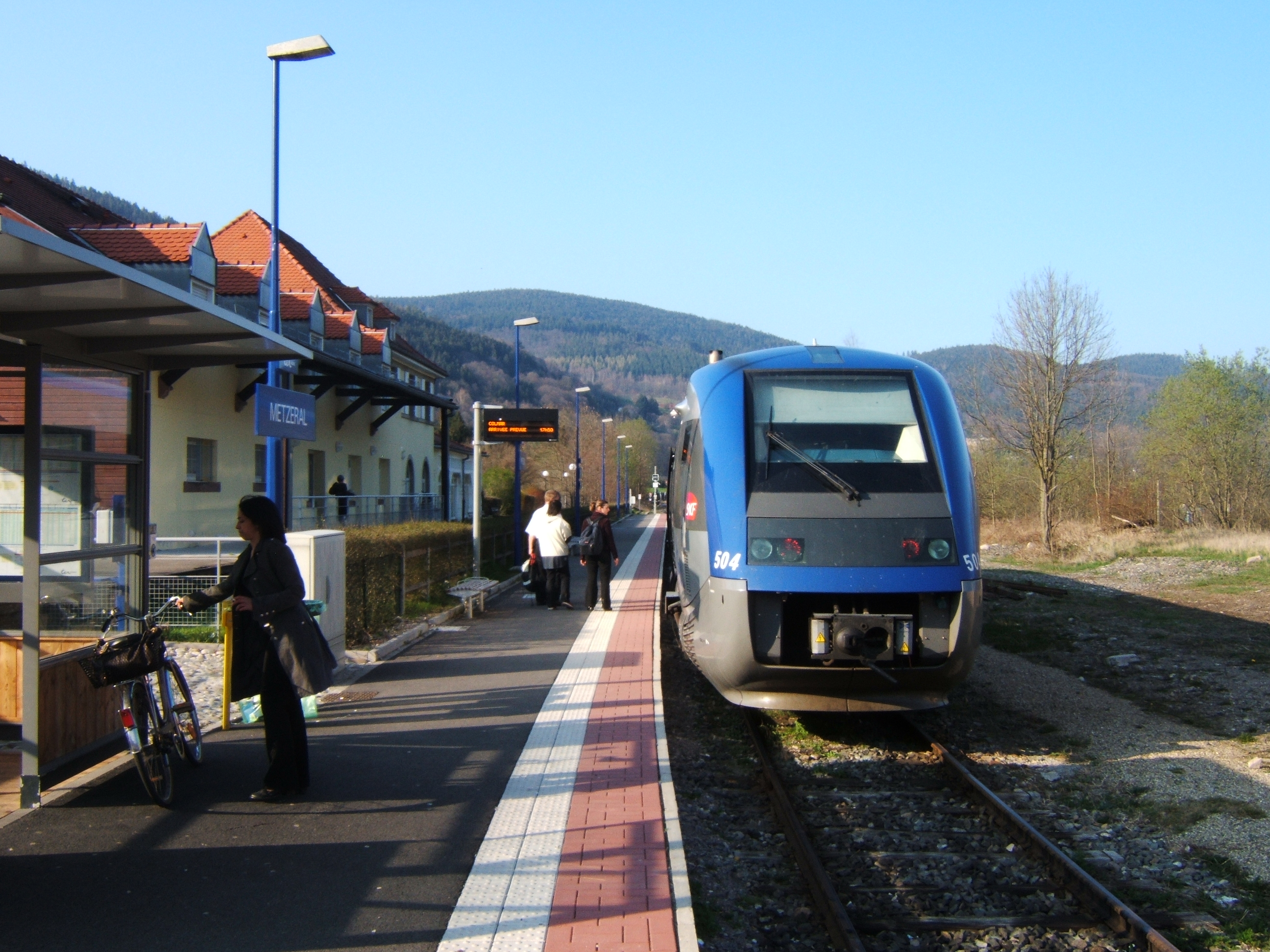
Gare de Metzeral.

- Gare de Metzeral,
- Gare de Muhlbach-sur-Munster,
- Gare de Breitenbach,
- Gare de Luttenbach-près-Munster,
- Gare de Munster-Badischhof.

### Intercommunalité
Commune membre de la Communauté de communes de la Région de Guebwiller.

## Histoire

### Un village relevant du chapitre de Lautenbach
La première mention du village apparaît dans les archives sous la dénomination de « Lindtal » en 1154 époque à laquelle il appartenait partiellement à la prévôté de Lautenbach. Les chanoines de Lautenbach en devinrent les véritables propriétaires en 1363.
Il est gouverné par le chapitre ecclésiastique de Lautenbach propriétaire des terres de cette vallée encaissée et entourée de montagnes jusqu'à la Révolution. À l'origine le village est occupé par une petite communauté de paysans qui vit du bétail et de la transhumance. En 1251, les habitants de Linthal voulurent construire un moulin sans l'accord du chapitre. Ils furent réprimandés et durent démolir le moulin qu'ils avaient déjà installé. Les charrons furent par contre autorisés à couper du bois dans la forêt du Wartbuhl appartenant au chapitre.

### Le lent déclin du village

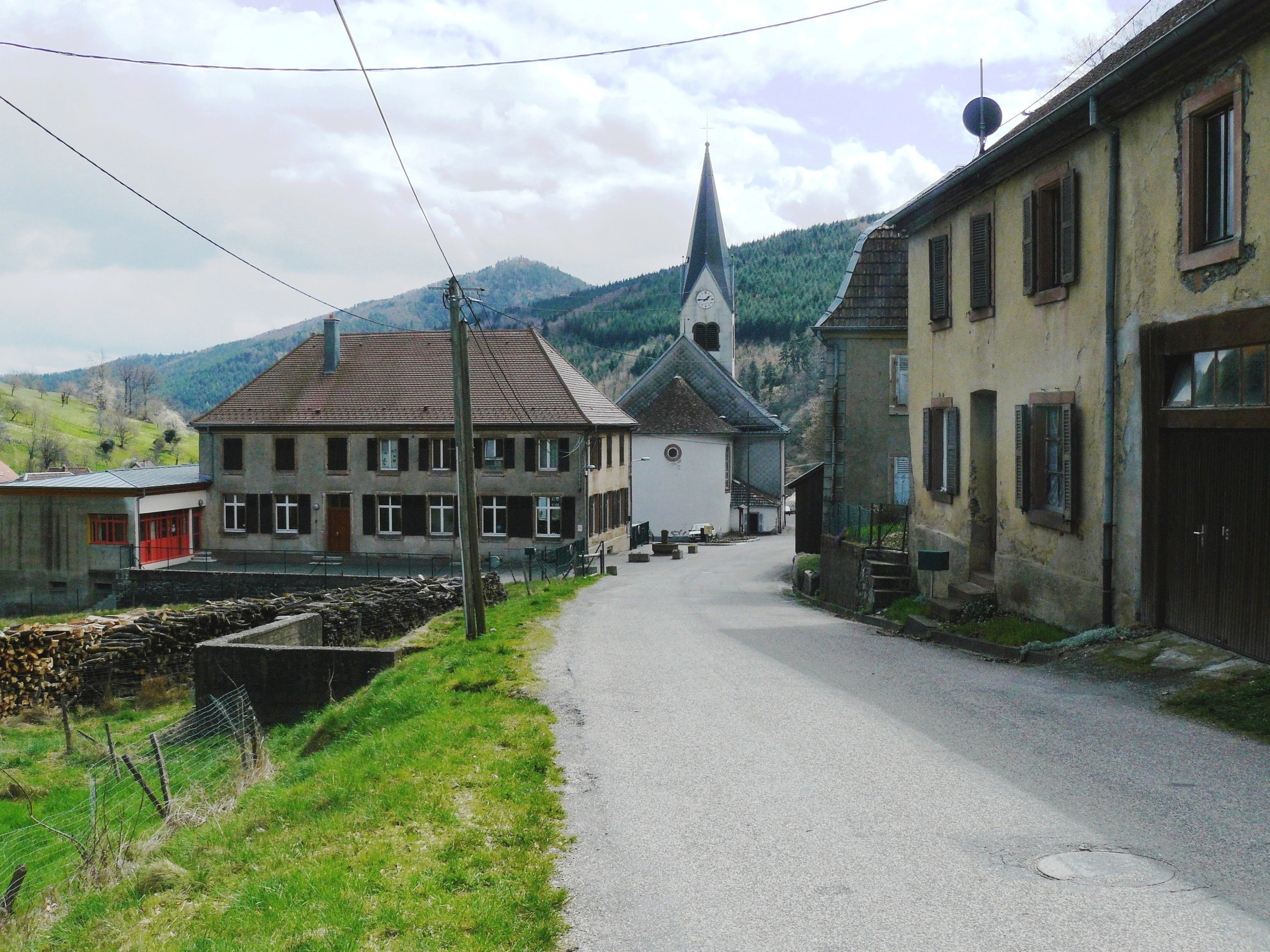
Entrée du village de Linthal par le côté nord.

Le village se dépeuple à la suite des différentes guerres du Moyen Âge et des épidémies de peste et de choléra. Après la guerre de Trente Ans le village se repeuple de nouveau grâce à l'arrivée d'habitants originaires de Suisse qui commencent à défricher les forêts sur les pentes de la montagne. C'est à la suite de ces défrichements qu'apparaissent les hameaux où s'installent des marcaires qui vivent de l'élevage du bétail.

### Un village indépendant
À la Révolution, en 1797, Linthal devient un village autonome et compte alors 900 habitants. À partir du XIXe siècle, le nombre d'habitants progresse considérablement, passant en 1832 à 1 200 habitants.

### Le village se repeuple
L'installation d'usines textiles et les travaux en forêt procurent du travail à une importante partie des habitants de la vallée. En 1871, Linthal compte 1 222 habitants. Ensuite un lent déclin s'amorce. En 1910, la population chute à 1 003 habitants. La Première Guerre mondiale n'arrange pas les choses, le front  qui passe à proximité des montagnes faisant d'énormes dégâts. L'agriculture de montagne en souffre particulièrement et les paysans sont obligés de descendre de la montagne et de s'installer dans les villages.

### La Première Guerre mondiale
Commune lourdement marquée par la Première Guerre mondiale. Les troupes allemandes incendient, le 25 octobre 1914, les maisons se trouvant dans l'Unterdorf et le quartier du Hoefen. Les annexes sont évacuées en février et juin 1915, tandis que les combats font rage au Hilsenfirst. L'usine de tissage Klein frères est partiellement détruite. Après les hostilités, elle est reconstruite. Le futur maréchal Erwin Rommel (1891-1944) fit aussi ses premières armes sur le front du Hilsenfirst.
La commune a été décorée le 2 novembre 1921 de la croix de guerre 1914-1918.

### La Seconde Guerre mondiale
Le village de Linthal est libéré le 5 février 1945 par une patrouille de la 4e Division Marocaine de Montagne venue de Guebwiller et par le Corps franc Pommiès descendant des hauteurs du Markstein (Massif des Vosges).

### Héraldique
| Blason de Linthal | Les armes de Linthal se blasonnent ainsi : « D'or au tilleul de sinople sur une terrasse de gueules, chargée de deux clous d'argent passées en sautoir». |

Le tilleul rappelle l'étymologie du nom de Linthal, la vallée du tilleul, et les clous la clouterie artisanale de la Nagelschmide.
Pour connaitre le blason de Linthal, veuillez consulter l'armorial du Haut-Rhin.

## Politique et administration

### Budget et fiscalité 2021

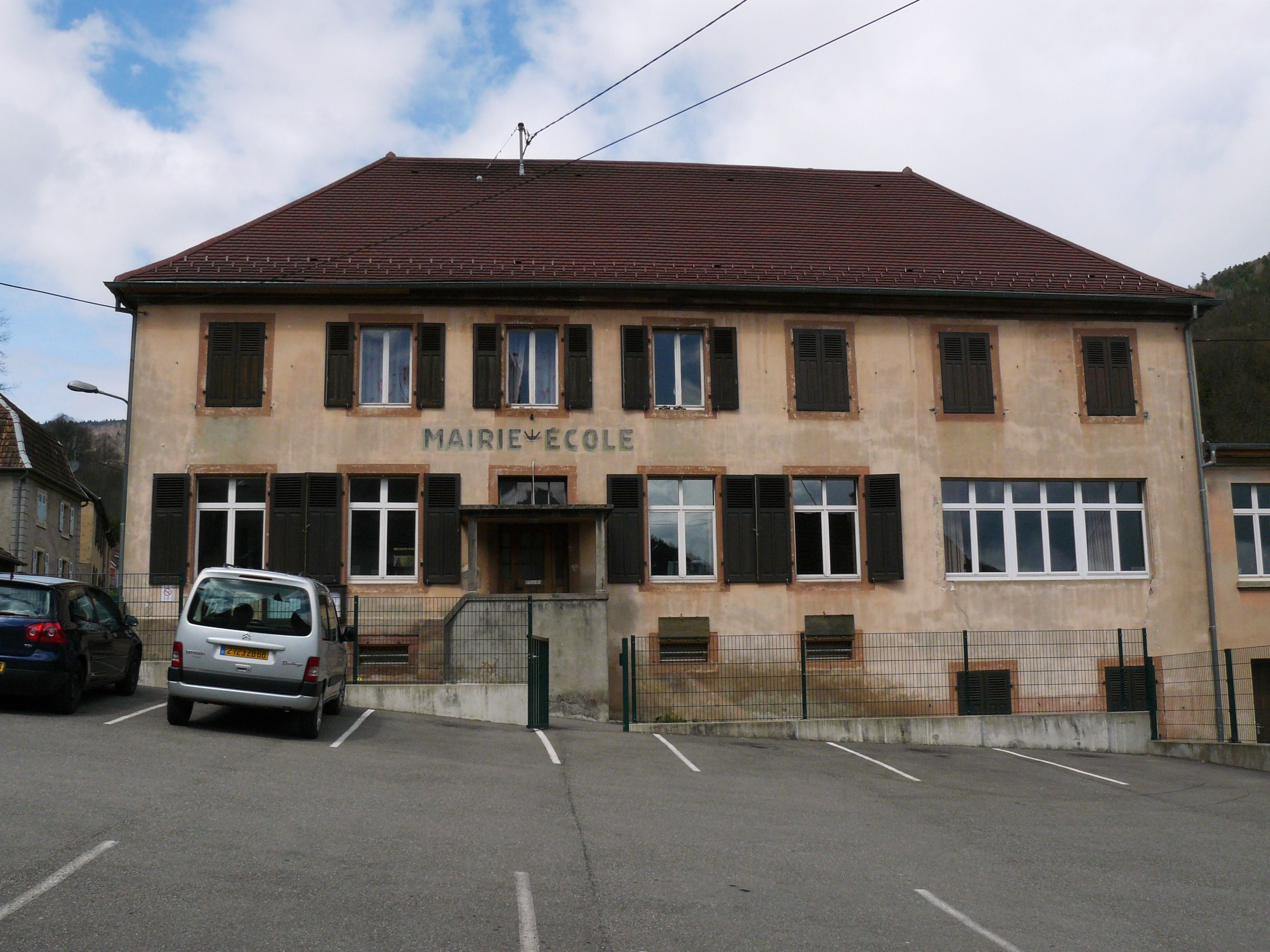
Mairie-école de Linthal.

En 2021, le budget de la commune était constitué ainsi :
- total des produits de fonctionnement : 433 000 €, soit 711 € par habitant ;
- total des charges de fonctionnement : 362 000 €, soit 595 € par habitant ;
- total des ressources d'investissement : 135 000 €, soit 221 € par habitant ;
- total des emplois d'investissement : 244 000 €, soit 401 € par habitant ;
- endettement : 326 000 €, soit 535 € par habitant.

Avec les taux de fiscalité suivants :
- taxe d'habitation : 8,17 % ;
- taxe foncière sur les propriétés bâties : 21,82 % ;
- taxe foncière sur les propriétés non bâties : 86,62 % ;
- taxe additionnelle à la taxe foncière sur les propriétés non bâties : 0,00 % ;
- cotisation foncière des entreprises : 0,00 %.

Chiffres clés Revenus et pauvreté des ménages en 2020 : médiane en 2020 du revenu disponible, par unité de consommation : 23 710 €.

## Économie

### Entreprises et commerces

#### Agriculture
- Fermes, Apiculteur[36].
- Culture de céréales, de légumineuses et de graines oléagineuses.
- Élevage d'ovins et de caprins.
- Élevage d'autres animaux.

#### Tourisme
- Restaurant alsacien : Auberge "La vallée des tilleuls"[37].
- Hôtel restaurant "Au sapin"[38].
- Hébergement touristique et autre hébergement de courte durée.
- Marcairie.

#### Commerces
- Commerces et services de proximité.
- Exploitation forestière.

### Liste des maires
| Période                                  | Période                   | Identité                                    | Étiquette | Qualité |
| ---------------------------------------- | ------------------------- | ------------------------------------------- | --------- | ------- |
| Les données manquantes sont à compléter. |                           |                                             |           |         |
| 2001                                     | 2014                      | Robert Weigel                               | SE        |         |
| 2014                                     | En cours (au 31 mai 2020) | Maurice Kech Réélu pour le mandat 2020-2026 | SE        |         |

## Population et société

### Démographie

#### Évolution démographique
L'évolution du nombre d'habitants est connue à travers les recensements de la population effectués dans la commune depuis 1806. Pour les communes de moins de 10 000 habitants, une enquête de recensement portant sur toute la population est réalisée tous les cinq ans, les populations de référence des années intermédiaires étant quant à elles estimées par interpolation ou extrapolation. Pour la commune, le premier recensement exhaustif entrant dans le cadre du nouveau dispositif a été réalisé en 2006.

En 2022, la commune comptait 588 habitants, en évolution de −3,13 % par rapport à 2016 (Haut-Rhin : +0,66 %, France hors Mayotte : +2,11 %).
| 1806  | 1821  | 1831  | 1836  | 1841  | 1846  | 1851  | 1856  | 1861  |
| ----- | ----- | ----- | ----- | ----- | ----- | ----- | ----- | ----- |
| 1 021 | 1 017 | 1 200 | 1 227 | 1 163 | 1 183 | 1 207 | 1 171 | 1 207 |

| 1866  | 1871  | 1875  | 1880  | 1885  | 1890  | 1895  | 1900  | 1905  |
| ----- | ----- | ----- | ----- | ----- | ----- | ----- | ----- | ----- |
| 1 219 | 1 222 | 1 189 | 1 167 | 1 140 | 1 204 | 1 088 | 1 029 | 1 040 |

| 1910  | 1921 | 1926 | 1931 | 1936 | 1946 | 1954 | 1962 | 1968 |
| ----- | ---- | ---- | ---- | ---- | ---- | ---- | ---- | ---- |
| 1 003 | 753  | 818  | 770  | 748  | 714  | 699  | 667  | 640  |

| 1975 | 1982 | 1990 | 1999 | 2006 | 2011 | 2016 | 2021 | 2022 |
| ---- | ---- | ---- | ---- | ---- | ---- | ---- | ---- | ---- |
| 548  | 523  | 512  | 575  | 607  | 639  | 607  | 586  | 588  |

### Enseignement
Établissements d'enseignements :
- École maternelle et primaires,
- Collèges à Buhl, Munster, Saint-Amarin, Guebwiller,
- Lycées à Guebwiller, Munster.

### Santé
Professionnels et établissements de santé : 
- Médecins à Lautenbach, Buhl, Guebwiller, Wuenheim, Soultzmatt,
- Pharmacies à Lautenbach, Buhl, Guebwiller, Soultzmatt, Soultz-Haut-Rhin, Saint-Amarin,
- Hôpitaux à Guebwiller, Oderen, Rouffach, Munster.

### Cultes
- Culte catholique, Communauté de paroisses Haut Florival[47], Diocèse de Strasbourg.

## Lieux et monuments
Patrimoine religieux :

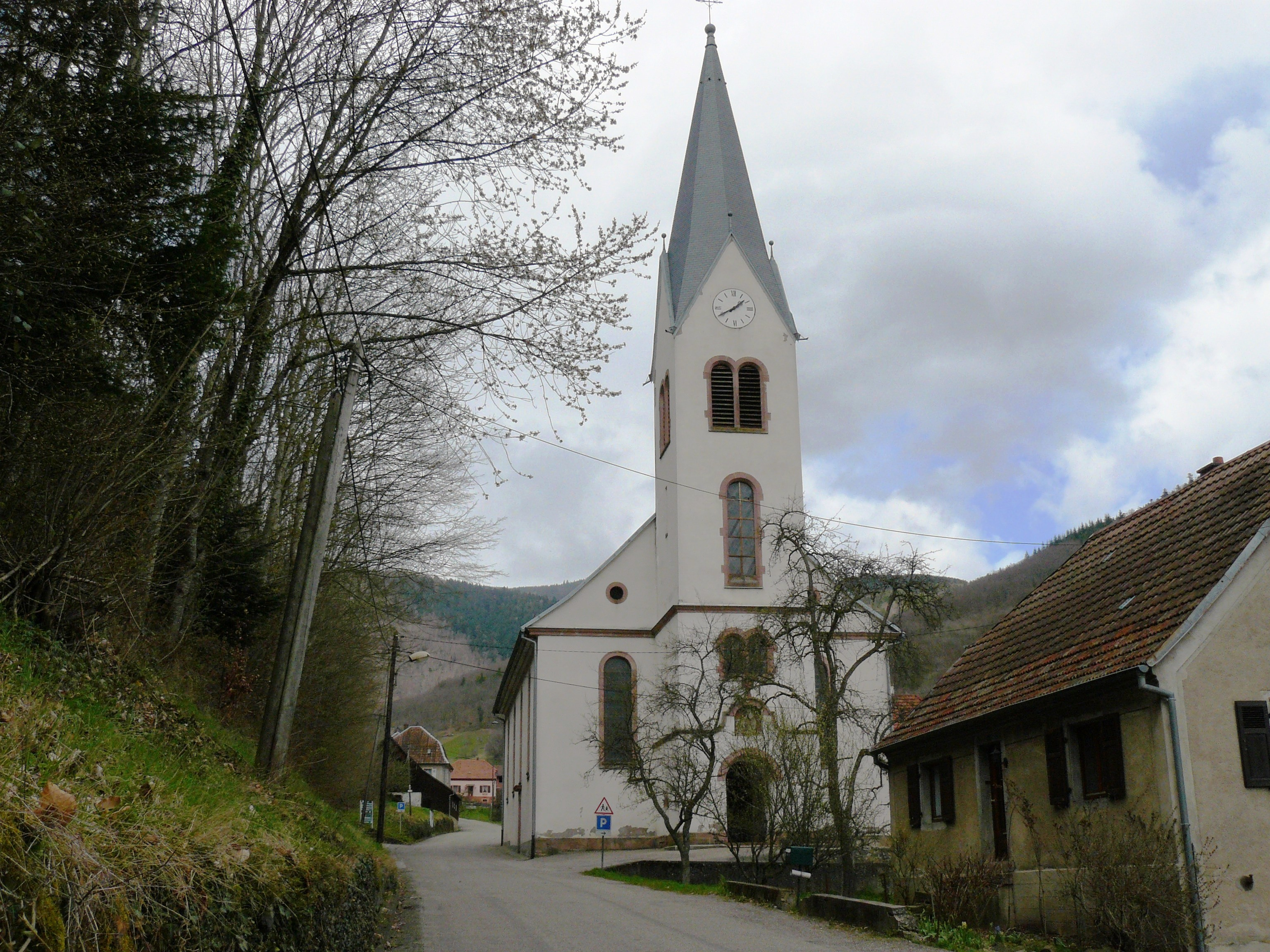
L'église Sainte-Marie-Madeleine.
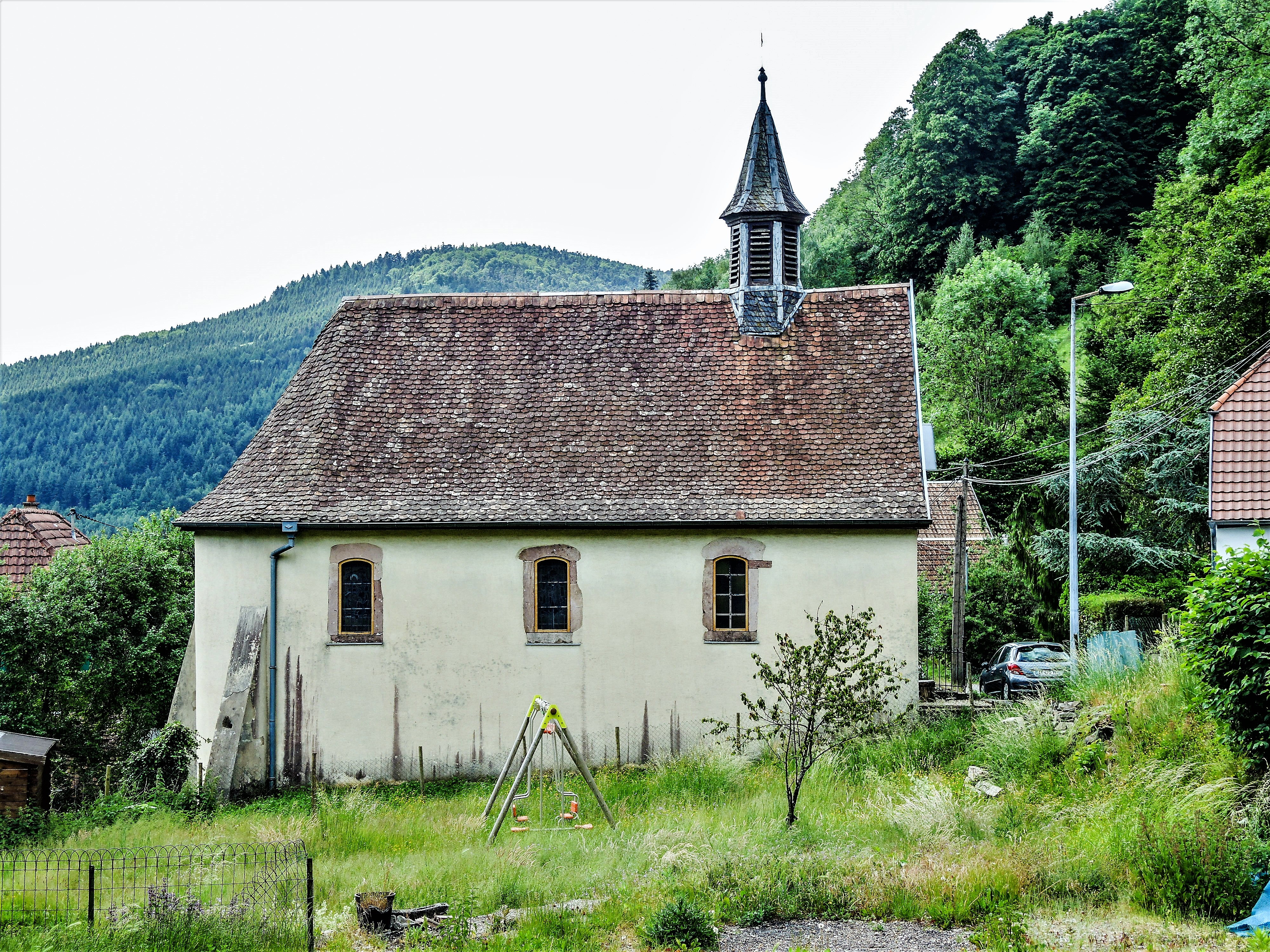
Chapelle Notre-Dame des sept douleurs[48].
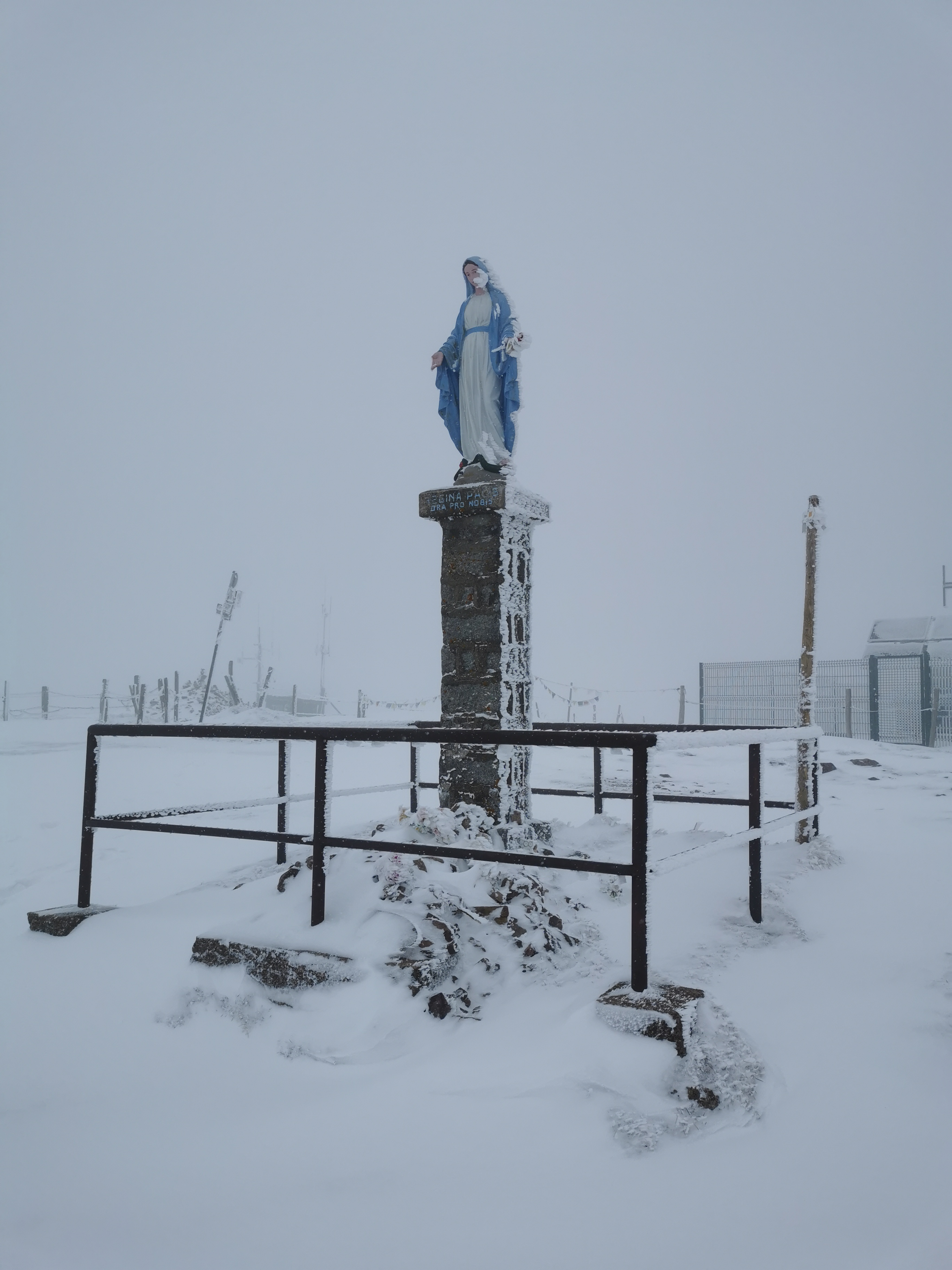
La vierge du sommet du petit ballon.
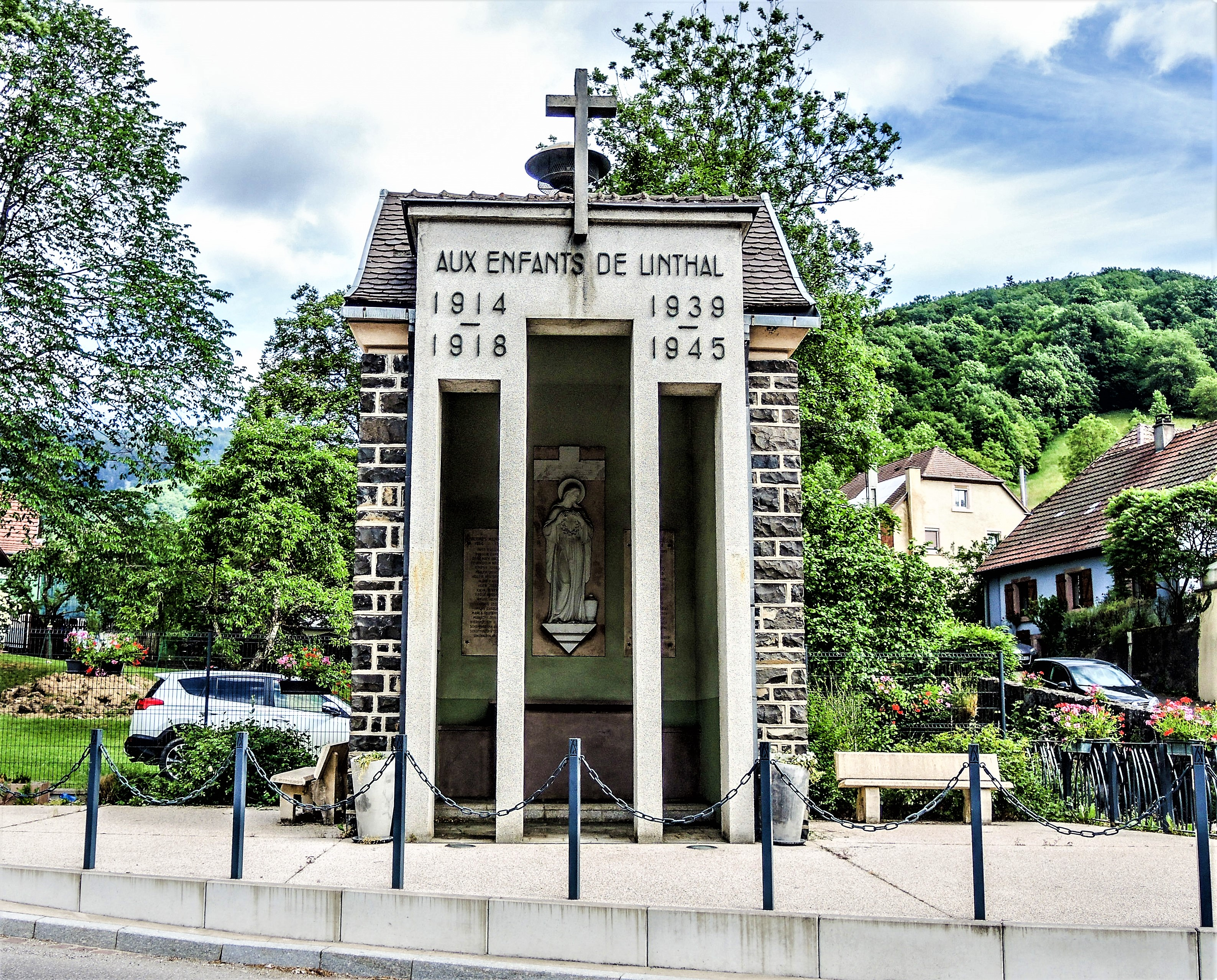
Monument aux morts.

### L'église Sainte Marie Madeleine
Jusqu'en 1837, date de construction de cette église, Linthal formait une seule et même paroisse avec Lautenbach et relevait alors du doyenné de Marckolsheim, évêché de Strasbourg. L'église comporte un clocher-porche en vaisseau unique et un chœur à une travée, l'abside étant semi-circulaire.
Mobilier:
- Statue Vierge à l'Enfant[50],[51].
- L'orgue est de Jean Frédéric Verschneider, 1840[52],[53].
- L’horloge de l’église[54].

### Chapelle Notre Dame des Sept-Douleurs
Cette petite chapelle située au milieu de l'ancien village a été bâtie en 1761, comme le prouve la date qui se trouve sur le linteau de la porte d'entrée. Elle était église locale avant la construction de l'église Sainte-Marie-Madeleine. Elle a d'abord été dédiée à Marie Madeleine puis a été consacrée à Notre-Dame des Sept Douleurs après la construction de l'église paroissiale. Un grand Christ en forme de croix se trouve au-dessus de la porte et mentionne l'année 1762. Il a été restauré en 1852, puis lors des différentes rénovations entre 1980 et 1983. Le tableau d'autel représente une crucifixion. Sur la façade occidentale de la chapelle se trouve un Christen bois, qui remonte à 1762, et plusieurs fois restauré depuis.
Cloche de la chapelle de 1655,.
La cloche installée sur le clocher de la chapelle a été commandée en 1655 par le Chapitre de Lautenbach. Sur le fronton de la cloche, on trouve les armes de la ville de Bâle et le nom du fondeur, Rodt Hans Ulrich, ainsi que les patronymes des parrains (ou donateurs): les familles Cladt et Ritter. La cloche a sans doute été fondue à Bâle,.
Tableaux de la chapelle :
- Tableau sainte Apollonie d'Alexandrie[62].
- Tableau saint Gengoulph[63].
- Tableau saint Joseph[64].

Tableau saint Joseph à l'Enfant.
- Tableau : Vierge à l'Enfant[66].
- Tableau Immaculée Conception[67].

### Oratoire du Hilsen (1860?)
L’oratoire du Hilsen a été construit entre 1856 et 1860, à l’initiative de l’abbé François-Joseph Schmidt (1801-1880), premier curé de la paroisse.

### Oratoire du Hoefen
Comme les cultivateurs des hameaux d’altitude étaient géographiquement éloignés de la « maison de Dieu », le prêtre a doté les hauteurs de lieux de recueillement de proximité.

### Croix de chemin
Croix de chemin XIXe siècle (?).

### Chapelle et Vierge à l'Enfant de la Kuppelstatt
1. Un oratoire entouré de forêt
L’oratoire du Kuppelstatt, était situé au milieu de la forêt, sur un piton rocheux et au carrefour des sentiers qui relient, l’un le Remspach à Linthal, l’autre le Remspach au Hoefen. Sa construction semble correspondre à la période 1855 à 1860. Cet oratoire contenait une magnifique Vierge à l’Enfant polychrome plus connue sous la dénomination « Notre-Dame du Kuppelstatt » L’étymologie du mot Kuppelstatt semble être issue des deux mots allemands: Kuppeln (lier, attacher ou faire rencontrer) et Stätte (lieu, endroit ). Il est donc le lieu de rencontre de deux chemins. Il peut aussi signifier l’endroit où les couples ou futurs couples se rencontraient en se donnant rendez-vous.
Durant le premier conflit mondial, cette chapelle a été la cible de tirs croisés entre les troupes allemandes stationnées au Remspach et les soldats français cantonnés sur le versant opposé au Gustiberg et à l’Eck. Plusieurs tranchés creusées par l’armée du Kaiser sillonnent encore de nos jours ce site baptisé «Kapellstellung» dans les comptes rendus et rapports journaliers de l’armée allemande. En 1915, de violents combats faisaient rage dans les proches environs de cet oratoire. Le commandement allemand décida alors de détruire cette bâtisse qui servait de repère à l’ennemi. Il fit appeler le prêtre de Linthal, pour vider la chapelle de son contenu avant la destruction totale. Selon la tradition orale, un soldat a été chargé de porter la Vierge à l’enfant, jusqu’à l’église paroissiale. Elle a été déposée sur l’autel de la Vierge, lieu où elle se trouve encore de nos jours,. Le 15 août 1927, la paroisse a inauguré un nouvel oratoire, érigé avec les dommages de guerre perçus pour l’ancien, à un nouvel emplacement situé plus près des maisons d’habitation du Niederremspach.
2. La Vierge à l’Enfant.
Cette statue couronnée est représentée comme la femme de l’Apocalypse avec une lune sous ses pieds. D’une hauteur de 1,46m, elle est en bois polychrome, Les ateliers Brutschi de Ribeauvillé l’ont restaurée en 1935. La Vierge hanchée est debout sur un croissant de lune à visage humain. Elle tient le Christ assis sur sa main gauche et un sceptre dans la main droite.
L’enfant, nu croise les jambes, bénit le fidèle de la main droite et tient un globe surmonté d’une croix dans l’autre main. Ses cheveux bouclent en grosses coquilles.
Par-dessus une robe froncée, la Vierge porte une cape drapée de manière traditionnelle, moulant une jambe tout en formant ailleurs de fins plis cassés. L’œuvre la plus proche est la statue de Sainte Catherine qui se trouve dans la basilique de Thierenbach, mais les plis sont également à comparer avec une Vierge conservée à Karlsruhe, dont l’auteur est le sculpteur Hans Wydyz originaire de Meissen en Saxe.
Ce dernier œuvra dans tout le Rhin supérieur depuis Strasbourg jusqu’à Fribourg-en-Brisgau entre 1492 et 1518. Les spécialistes de l’art de la sculpture de la fin du Moyen âge, pensent pouvoir dater cette statue entre 1480 et 1520. Mais les visages épais et graves ne répondent guère aux schémas de la fin du XVe siècle. La polychromie et une restauration hardie en sont probablement la cause.
3. Vers un pèlerinage marial
Après le retour de la statue des ateliers de Ribeauvillé, le prêtre, Alphonse Marrer chargé d’âmes de la paroisse de 1932 à 1937, émit le souhait d’ériger un pèlerinage marial autour de cette Vierge à l’Enfant. L’atelier Brutschi n’avait pas été choisi au hasard puisque le curé Marrer, avant sa nomination à Linthal, occupait un poste de vicaire dans cette cité des Ménétriers.
L’ecclésiastique entreprit alors diverses démarches auprès de l’Evêché de Strasbourg afin d’obtenir cette autorisation. Mais toutes ses demandes furent rejetées par l’Evêque. Il fit néanmoins réaliser avec l’approbation épiscopale, une importante quantité de cartes postales et fit imprimer des images souvenir comportant au recto la reproduction de la statue et sur le verso une prière de dévotion à la Vierge. En 1937 l’abbé Marrer, appelé à d’autres fonctions, quitta la paroisse du Haut-Florival, pour s’installer à Biesheim sur les bords du Rhin. Avec le départ du prêtre, les demandes de pèlerinage furent interrompues, car son remplaçant et le conseil de fabrique ne firent aucune nouvelle démarche.
Un pèlerinage marial ne vit donc jamais le jour à Linthal. Pourtant un article, paru en 1973 dans une publication d’une société de science historique, sur les pèlerinages en Alsace mentionne : « il faut remarquer que, depuis un temps immémorial des pèlerinages d'ordre matrimonial étaient courants : au Schäfertal de Soultzmatt, et à Linthal à la chapelle montagnarde de la Kuppelstatt.»
Les images souvenir et les cartes postales créées par le curé Marrer sont et resteront les seuls témoins d’un pèlerinage inexistant dans le Haut - Florival, un pèlerinage qui devait honorer «Notre Dame du Kuppelstatt»

### Chapelle du Niederremspach
Cette modeste chapelle, située à flanc de colline, a été inaugurée le 15 août 1927. Elle a été construite après la Grande Guerre grâce à des fonds provenant des Dommages de guerre pour remplacer l'oratoire de la Kuppelstatt qui avait été détruit sur les avant-postes allemands.

### Chapelle du Hilsenfirst
Le Hilsenfirst, un des champs de bataille de la bataille dans le massif des Vosges pendant la Première Guerre mondiale, est situé à 3 km à l'ouest de Chapelle Notre-Dame-Des-Sept-Douleurs.

### Oratoire de la Nagelschmiede
Située en amont du village, la Nagelschmide se trouve à l'emplacement d'une ancienne clouterie appartenant à la famille Latscha, comme l'indique son nom. Vers 1850 est édifié un oratoire abritant une Vierge à l'enfant désormais déposée dans la salle paroissiale.

### Vierge duPetit Ballon
La vierge du sommet du petit ballon.

### Monument aux Morts
Monument aux morts et chapelle dédiée à Sainte Madeleine,.

### Presbytère
Maison paroissiale de Linthal (Presbytère).
Patrimoine civil :

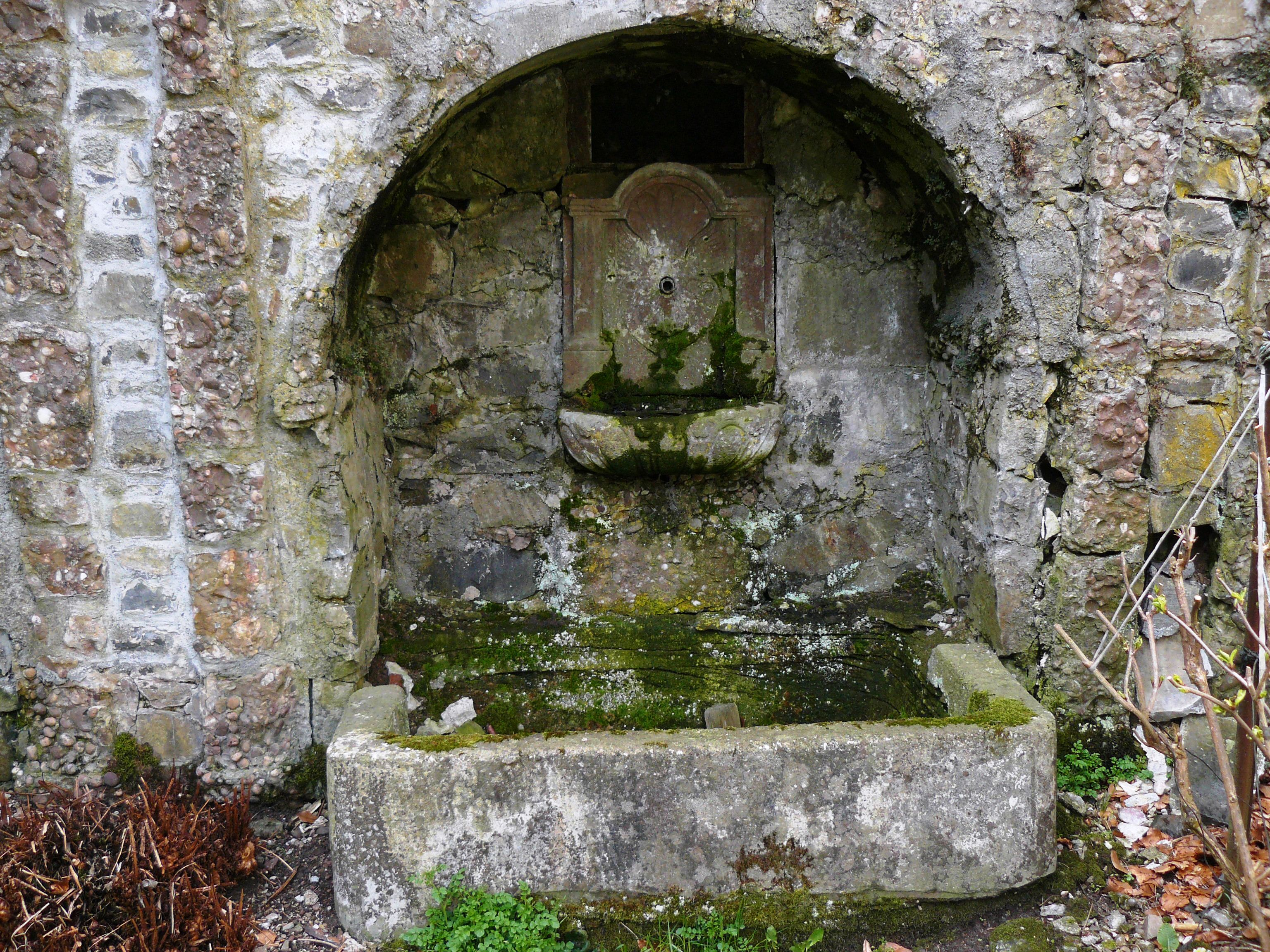
Ancienne fontaine murale du XVIIIe siècle.
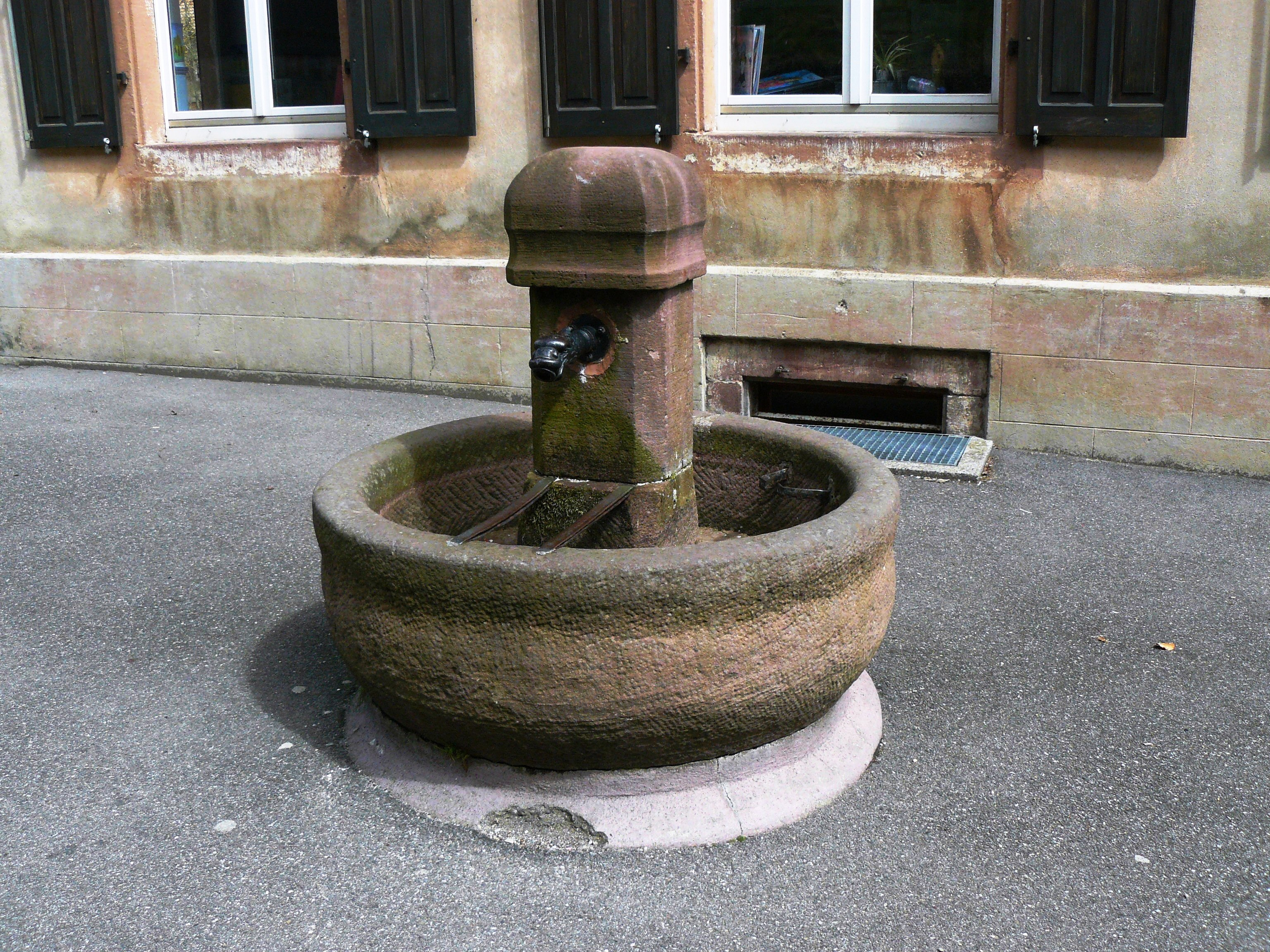
Fontaine circulaire du XIXe siècle.
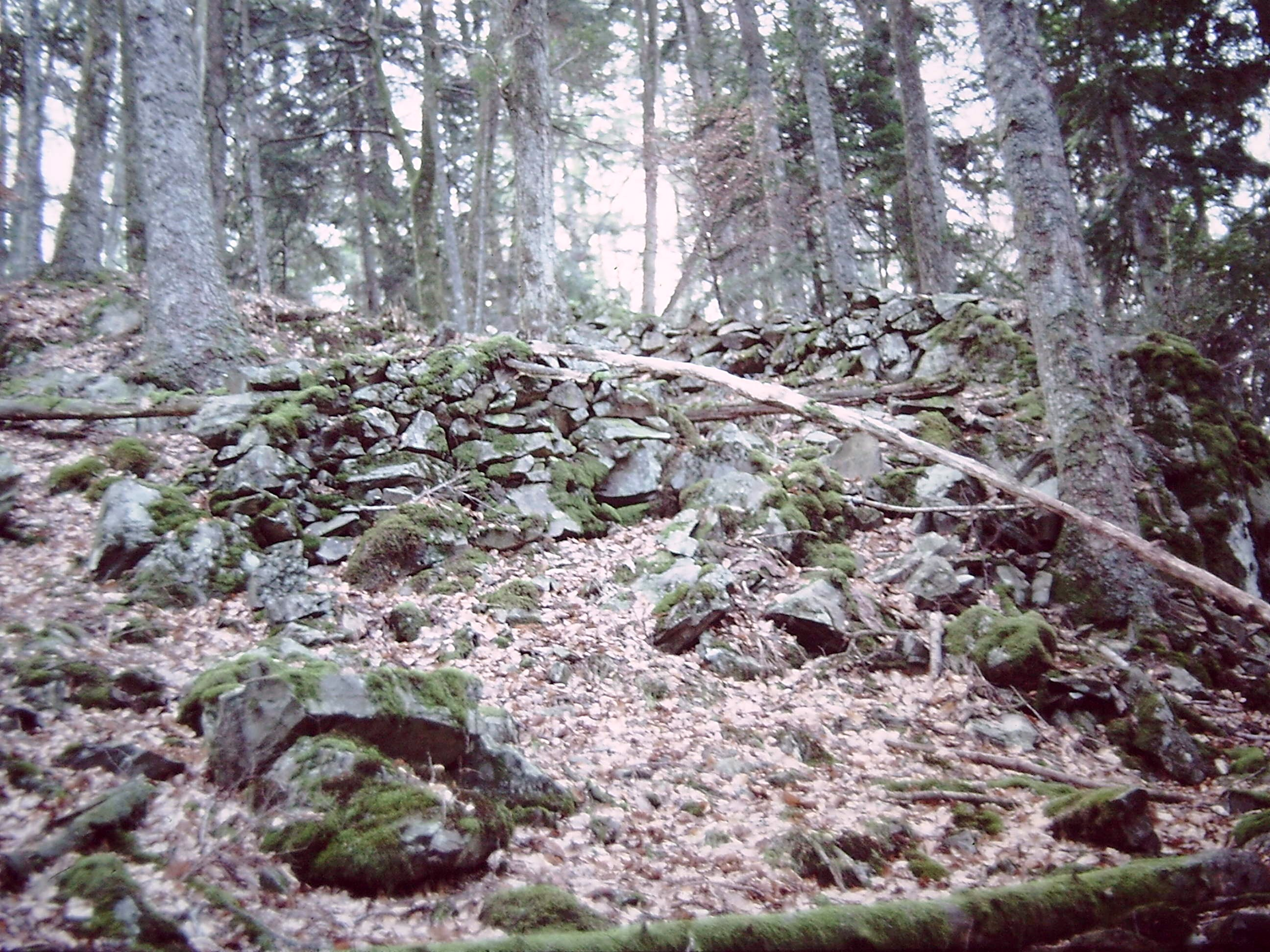
Château d'Husenbourg.
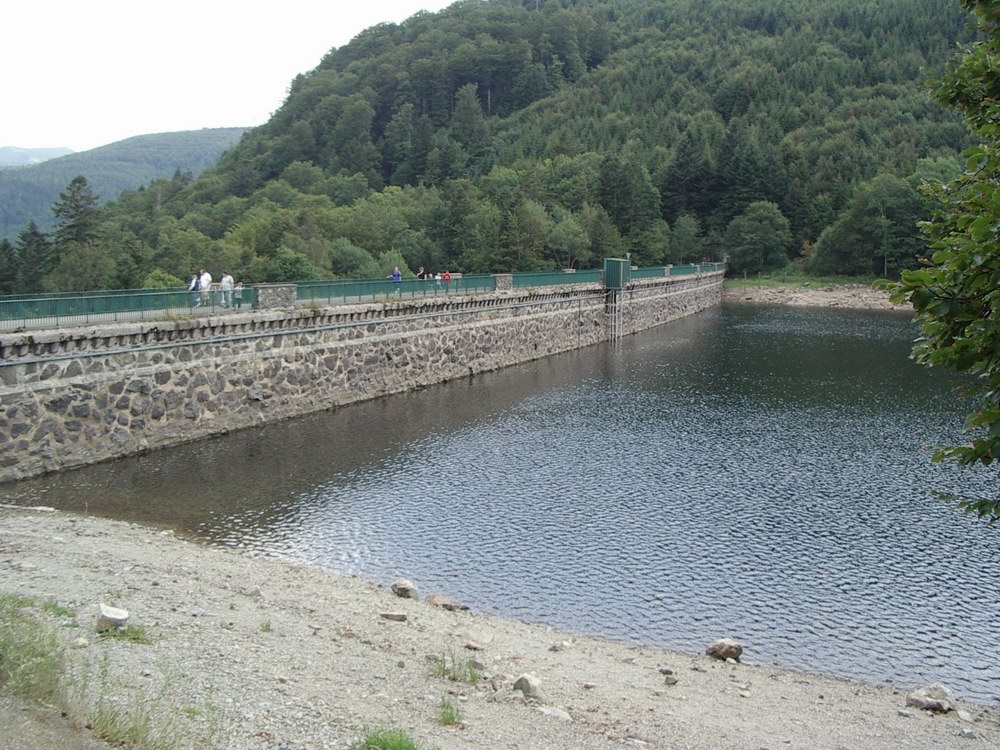
Lac de la Lauch-Barrage.

### Fontaine muraleXVIIIesiècle
Fontaine murale en vasque demi-circulaire située 80 rue du Hilsenfirst. Elle aurait été ramenée de Murbach par le premier curé de Linthal. On ne trouve pratiquement plus d'inscription, sauf quelques mots en latin difficilement lisibles.

### Fontaine circulaire duXIXesiècle
Fontaine de forme circulaire située au centre du village qui pourrait dater du XIXe siècle. Elle servait aux habitants pour se ravitailler en eau.

### Mairie-école
La mairie se situe au 79 rue Hilsenfirst.
École maternelle et élémentaire.

### Assiettes exécutées par N. Schettgen, prisonnier interné à Linthal
Guerre 1914-1918 (Collection Henri Leblanc),,,. Lieu de conservation du tirage Île-de-France ; Yvelines ; Montigny-le-Bretonneux ; Médiathèque du patrimoine et de la photographie (fort de Saint-Cyr).